# Maggie Horton
Maggie Simmons is een personage uit de soapserie Days of our Lives. De rol wordt sinds 1973 gespeeld door Suzanne Rogers.

## Personagebeschrijving
Maggie woonde oorspronkelijk op een boerderij en was al kreupel sinds haar kindertijd door een auto-ongeluk waarbij haar ouders om het leven waren gekomen. In 1973 ontmoette ze Mickey Horton, die na een bypassoperatie koortsig was en niet meer wist hij was en zichzelf Marty Hansen noemde. Ze werden verliefd en trouwden al snel. In een krant las Maggie een artikel over de vermiste Mickey Horton en herkende in hem haar Marty. Ze besloot om hem niets te vertellen uit angst hem te verliezen. Mickey’s broers Tommy, Bill en Mickey's vrouw Laura vonden hem uiteindelijk maar Mickey kon zich nog steeds niets herinneren. Nadat hij uiteindelijk zijn geheugen terugkreeg bleven Mickey en Maggie verliefd. Mickey liet zich scheiden van Laura, die intussen verliefd was op Bill en hij hertrouwde met Maggie.
Via een artikel in de krant las Mickey over het universitair ziekenhuis van Salem dat operaties aanbood waardoor Maggie weer zou kunnen lopen. Hij wist dat het de droom was van Maggie om weer zonder krukken te lopen. Maggie was aanvankelijk heel blij maar leefde toch met de schrik dat Mickey haar zou verlaten en terug in Salem gaan wonen. Een vrouw, genaamd Linda Philips, deed zich voor als een vriendin van Maggie en steunde haar, maar in feite zat ze achter Mickey aan en probeerde hem er zelfs van te overtuigen dat haar dochter Melissa van hem was. Nadat Maggie een brief kreeg van Jim Philips, waarin hij zei dat hij de vader was kon Maggie Linda een halt toeroepen. Maggie werd door Bill Horton geopereerd en kon uiteindelijk weer lopen.
Op 25 december 1975 adopteerden Mickey en Maggie Janice Barnes. Een jaar later ontdekte Mickey dat zijn zoon Mike Horton niet van hem was maar van zijn broer Bill en probeerde hem daarna te vermoorden. Hierdoor belandde Mickey in een gesticht, waar hij een jaar verbleef. Nadat hij hier uit kwam verenigde hij zich met Maggie, al liep dat niet van een leien dakje. In 1979 verloren ze het hoederecht over Janice aan haar natuurlijke moeder Joanna.
In 1981 stemde Maggie ermee in om draagmoeder te zijn voor een anonieme donor en werd kunstmatig bevrucht door dokter Neil Curtis. Uiteindelijk besloot Maggie om het kind te houden waarop Evan Whyland naar Salem kwam en het kind opeiste. Later bleek dat zijn vrouw overleden was en Maggie en Mickey besloten om Sarah op te voeden. Ze kregen ook nog eens hoederecht over Melissa Anderson nadat die door haar moeder in de steek gelaten werd.
In 1982 begon Evan Maggie en Sarah vaker te bezoeken. Stefano DiMera dacht dat Evan bezwaarlijke bewijzen had tegen hem als crimineel en liet de remmen van Maggie's auto saboteren. In het auto-ongeluk overleed Evan, Maggie was slechts gewond. Na de dood van Evan begonnen Mickey en Don Craig Stefano te onderzoeken en toen Mickey te dicht bij kwam ontvoerde Stefano Mickey en liet het er op lijken dat hij in een autoaccident om het leven was gekomen. Don bracht hierdoor meer tijd door met Maggie en werd uiteindelijk verliefd op haar.
In 1983 verklaarden Maggie en Don hun liefde voor elkaar, net toen Mickey van Stefano was kunnen ontsnappen en terugkeerde naar Salem. Toen hij zijn vrouw samen met Don Craig zag kreeg hij een hartaanval.
Maggie en Mickey scheidden in 1983, maar kort daarna liep het mis tussen Maggie en Don en kwam ze tot de vaststelling dat de scheiding met Mickey een vergissing was. Nadat Mickey per ongeluk werd neergeschoten herstelde hij bij Maggie thuis en de twee werden opnieuw verliefd. Op 14 februari 1986 hertrouwden Maggie en Mickey in een dubbelhuwelijk samen met Melissa Anderson en Pete Jannings.
In 1990 doken er opnieuw problemen op in het huwelijk van Maggie en Mickey. Mickey was altijd met zijn werk bezig en miste belangrijke gebeurtenissen. Maggie zocht troost in de armen van dokter Neil Curtis. Maggie's dochter Sarah betrapte hen in bed en nam foto’s van hen. Ze wilde deze aan Mickey tonen maar toen maakte Neil zijn geheim bekend dat hij de natuurlijke vader was van Sarah. Dit verhinderde Sarah echter niet om de foto’s aan Mickey te laten zien die er kapot van was. Hoewel hij erg gekwetst was vond hij dat hij zelf ook schuld was aan de ontrouw van Maggie. Het koppel herstelde hun huwelijk en Neil Curtis vertrok uit Salem.
Na 1993 verdween haar personage wat naar de achtergrond en was voornamelijk te zien bij speciale gelegenheden. Rond 2000 kwam ze weer meer in beeld toen ze het restaurant Tuscany overnam.
In 2003 werden Abe Carver en Jack Deveraux vermoord. Maggie had de dader gezien, maar blokkeerde dit in haar geheugen. Hierdoor werd Maggie een doelwit voor de moordenaar en er werden veiligheidsmaatregelen genomen. Met Halloween kon Maggie niet slapen en ze ging naar onder. Nadat er op de deur geklopt werd liet ze de moordenaar binnen, het was al snel duidelijk dat het om een bekende van haar ging, al werd het gezicht van de moordenaar niet getoond. Maggie werd met een whiskeyfles neergeslagen en toen Hope Williams naar Mickey belde zag hij dat het alarm af stond en ging hij naar de keuken, waar hij met een scalpel werd aangevallen door de moordenaar. Mickey overleefde de aanval, maar Maggie stierf later in het ziekenhuis.
Uiteindelijk bleek dit alles een plan van de DiMera's te zijn en was Maggie helemaal niet dood. Toen ze uiteindelijk terugkeerde naar Salem was haar man Mickey al hertrouwd met Bonnie Lockhart. Mickey moest kiezen tussen twee vrouwen en koos uiteindelijk voor zijn Maggie.
In 2010 verliest Maggie zowel haar man, Mickey, als haar schoonmoeder, Alice. Ze hertrouwd met Victor Kiriakis en ontdekt later dat Dr. Daniel Jonas haar zoon is. Een geheim dat enkel Alice wist. Jaren geleden, werden de eicellen van Maggie gebruikt bij een onvruchtbaar koppel. Het koppel kreeg een zoon, Daniel die eigenlijk de zoon is van Maggie. Ze krijgt er tevens een nieuwe kleindochter bij: Melanie Jonas met wie ze al goed bevriend was geraakt voordat ze wist dat ze eigenlijk de grootmoeder was van Melanie. Sindsdien is Maggie de vertrouwelinge geworden van vele bewoners in Salem, een rol die voordien vervuld werd door Alice Horton. 